# Antonio Moreno Ruiz
Antonio Moreno Ruiz (Madrid, 24 de juny de 1796 - 1852) va ser un farmacèutic espanyol, acadèmic de la Reial Acadèmia de Ciències Exactes, Físiques i Naturals.
Influït per Casimiro Gómez Ortega, va estudiar farmàcia a la Universitat Complutense de Madrid, alhora que estudiava física i química al laboratori del Palau Reial de Madrid, botànica al Reial Jardí Botànic de Madrid i mineralogia al Museu de Ciències Naturals de Madrid. En 1824 fou nomenat catedràtic de química i farmàcia experimental al Reial Col·legi de Sant Ferran i en 1830 fou nomenat Apotecari de Cambra de Sa Majestat. Fou conseller d'Instrucció publica i membre dels consells de Sanitat, Agricultura, Indústria i Comerç, així com de la Junta de Moneda i de la d'Aranzels. En 1847 fou acadèmic fundador de la Reial Acadèmia de Ciències Exactes, Físiques i Naturals.
Va realitzar l'anàlisi d'aigües, aliments i minerals, entre altres les de les aigües de Riotinto, algunes d'elles per encàrrec de Pedro Maria Rubio, autor del Tratado de las Fuentes Minerales de España. Va rebre l'encomana de l'Orde de Carles III i en honor seu van anomenar un mineral de sulfat de níquel morenosita.